# Lottie Knutson
Lottie Anna Knutson, född Eriksson den 4 mars 1964 i Västerhaninge i Stockholms län, är en svensk kommunikatör, journalist, skribent, föredragshållare och styrelseproffs.

## Karriär
Knutson läste på Journalisthögskolan från 1987 och arbetade på Svenska Dagbladet, men fick senare jobb på SAS informationsavdelning och valde därefter kommunikatörsyrket. Hon arbetade också på reklambyrån Bates och kommunikationsbyrån JKL.
På 1990-talet gick hon över till Fritidsresor där hon skulle bli långvarig kommunikationsdirektör. Hon fick positiv uppmärksamhet i tjänsten som kommunikationsdirektör i samband med deras arbete efter tsunamikatastrofen i Sydostasien den 26 december 2004. För Fritidsresor ledde hon också webb-TV-serien Lotties värld, som blev ett uppmärksammat exempel på content marketing. År 2014 valde hon att lämna Fritidsresor.
Från år 2006 satt Knutson i H&M:s styrelse. År 2013 fick hon dessutom plats i Stena Lines styrelse. År 2015 tog hon dessutom styrelseuppdrag för Cloetta, Scandic, Swedavia och STS Alpresor. Hon lämnade styrelserna för Scandic 2019 och Swedavia 2020.
Knutson verkade tidigare också i antagningsnämnden för utrikesförvaltningen. 
Från januari 2014 jobbar Knutson som rådgivare, reseredaktör, föreläsare och krisutbildare. 

## Familj
Lottie Knutson är gift med Mats Knutson, som är politisk kommentator på SVT:s Rapport, och tillsammans har de fyra barn.

## Priser och utmärkelser
Lottie Knutson utsågs 2005 till Årets smålänning och Årets Nackabo. Den 29 januari 2008 mottog hon H.M. Konungens medalj i 8:e storleken med Serafimerordens band av kung Carl XVI Gustaf för sina förtjänstfulla insatser i samband med flodvågskatastrofen 2004.